# Francisco Alves (livreiro)
Francisco Alves de Oliveira, mais conhecido por Francisco Alves (Cabeceiras de Basto, 1848 — Rio de Janeiro, 29 de junho de 1917) foi um livreiro e autor luso-brasileiro, considerado um pioneiro no mercado editorial do país. Veio para o Brasil jovem e sem recursos, estabelecendo-se no Rio de Janeiro, onde depois de algum tempo fundou a Livraria Alves, que chegou a ter filiais em três estados, editando com sucesso obras didáticas. 
No testamento deixou seu patrimônio para a Academia Brasileira de Letras, com a obrigação que fosse utilizado na distribuição de prêmios literários e pedagógicos que incentivassem a propagação do ensino primário no Brasil.

## Biografia
Vindo para o Brasil aos quinze anos de idade no ano de 1863, fixou-se no Rio de Janeiro onde em 1854 seu tio Nicolau Alves fundara a "Livraria Clássica", da qual o sobrinho viria depois a ser o proprietário e colocaria seu próprio nome na fachada. Foi inicialmente empregado do tio, depois seu sócio e, finalmente, sucessor.
Alves era um entusiasta da geografia e arqueologia, tornando-se sócio efetivo da Sociedade de Geografia do Rio de Janeiro em 1888. Com o nome de F. d'Oliveira, junto ao sócio parisiense Júlio Monteiro Aillaud publicou uma série de atlas; chegou a preparar um "Atlas Geográfico do Brasil", que seria lançado no centenário da independência em 1922, mas a morte em 1917 interrompeu o projeto.
Dirigiu o empreendimento literário entre 1882 a 1917, ano de sua morte.
Na coletânea de artigos biográficos reunidos pelo professor e editor Aníbal Bragança em 2016, o título da obra "Rei do Livro" faz segundo Marcello Rollemberg "uma brincadeira" com o epíteto dado ao "outro" Francisco Alves, cantor, considerado o "Rei da Voz". O organizador do livro declarou, ali: “Ele, contrariamente ao que era habitual entre os editores de seu tempo, no Brasil, estabelecia contratos de edição, em que o interesse dos autores era respeitado, reconhecia-lhes o valor de seu trabalho, remunerando-os dignamente, mesmo para os padrões atuais”.

## Legado
A Revista da Semana, falando de seu testamento, registrou que deixara “uma fortuna calculada em mais de 8.000 contos”. No documento Alves registrou, dentre suas últimas vontades: “Deixo tudo o que possuo à Academia Brasileira de Letras, enquanto ela existir, e, se deixar de existir, à Santa Casa de Misericórdia desta Capital, com as seguintes obrigações: 1ª não alienar os imóveis; 2ª converter em apólices da Dívida Pública Federal as quantias que receber de meus testamenteiros; 3ª fazer, de cinco em cinco anos, dois concursos, um sobre o melhor modo de divulgar o ensino primário no Brasil; outro sobre a língua portuguesa, dando de prêmio às monografias que obtiverem os primeiros lugares dez contos de prêmio a cada uma; as que obtiverem o segundo lugar cinco contos de réis a cada uma e as que obtiverem o terceiro lugar, três contos de réis a cada uma”.
Francisco Alves praticamente monopolizava a publicação das obras didáticas na época, como registrou a Revista da Semana: “fornecedor quase exclusivo dos livros colegiais adotados nas escolas primárias, secundárias e superiores” e, apesar da fortuna amealhada, nunca abandonara “os hábitos modestos em que foi criado, vivendo para o seu negócio, não faltava quem o considerasse um avarento, destituído de sensibilidade. Entretanto, esse homem tenaz, laborioso, autoritário, era capaz de dedicações fervorosas (...) o seu testamento veio, enfim, revelar a grande figura moral que se ocultava nesse comerciante meticuloso”. Entretanto, já em dezembro de 1917 sobrinhos questionaram judicialmente o testamento do milionário, arguindo judicialmente a Academia que, então, pretendia alienar todos os bens e converter o produto em títulos da dívida pública, e pedindo o sequestro dos bens.